# 森谷克己
森谷 克己（もりたに かつみ、1904年（明治37年）1月1日 - 1964年（昭和39年）11月17日）は、日本の経済学者。専門は経済史。

## 生涯

### 生い立ち
1904年、岡山県上房郡上水田村（現：真庭市北房地域）生まれ。岡山県立高梁中学校（現：岡山県立高梁高等学校）へ進学し、同期には、関西電力取締役になる板野道夫がいた。1921年3月に同校を卒業、板野と同じく同年4月第六高等学校文科乙類に進学。1924年3月六高卒業、同年4月東京帝国大学法学部に入学。1927年3月東大法学部卒業した。

### 卒業後
1927年6月、京城帝国大学法文学部助手に任ぜられる。1929年京城帝大助教授に就任。1945年11月敗戦により引き上げ。1946年5月名目のみ教授となるが自然退官。1947年4月愛知大学法学部教授。1952年5月広島大学政経学部教授、1953年4月岡山大学法文学部教授、1954年10月岡山大法文学部長に就任、1955年10月学部長を辞任、1960年4月武蔵大学教授。在任中に死亡。娘に子安美知子、息子に森谷宇一がいる。

## 研究内容・業績

### 朝鮮半島に対する経済史観
- 朝鮮に封建体制が存在しないと主張した福田徳三とは異なり、森谷は朝鮮に封建体制が未熟な形で部分的に存在したが、その未熟な封建体制が専制主義・官僚主義に転換するきざしがなく温存しており、専制主義・官僚主義が灌漑農業の基礎である治水・水利・村落共同体の孤立閉鎖性に基づいているため、アジアでは経済的進歩が極めて緩やかで停滞的であり、それは専制主義・官僚主義の基礎である治水・水利・村落共同体の問題に起因している[2]。それゆえ、これらの経済停滞が日本を除いたアジアを植民地・半植民地に転落させた要因であり、このような植民地・半植民地に停滞したアジアとは違い、封建体制を完成させた日本を宗主国の下に、八紘一宇の精神の基アジアが帝国主義から解放され、300年来の植民地・半植民地の隷属から脱して、停滞から脱出する躍進の時代となると主張した[2]。

### 評価
- 韓国の李萬烈から朝鮮社会の停滞性を克服するために日本の植民地になることで朝鮮の近代化が日本の血脈によって実現できるという日本の侵略を正当化する植民史観（朝鮮語版）論者であり、アジアと朝鮮が日本の国力により停滞の悪循環から脱却できることを強調した[3]大東亜共栄圏のイデオロギーになったと批判されている[2]。

## 著書
- 『支那社会経済史』東京章華社、1934年[1]
- 『アジア的生産様式論』育生社、1937年[1]
- 『東洋小文化史』白揚社、1938年[1]
- 『東洋的生活圏』育生社弘道閣、1942年[1]
- 『東洋的社会の歴史と思想 中国・朝鮮社会経済史論』実業之日本社、1948年[1]
- 『社会科学概論』法律文化社、1953年[1]
- 『中国社会経済史研究 森谷克己遺稿論文集』子安美知子等、1965年

### 翻訳
- ハインリッヒ・クノー『マルクスの民族・社会並に国家観』同人社、1925年[1]
- ハインリッヒ・クノー『マルクスの唯物弁証法』同人社、1927年[1]
- ハインリッヒ・クノー『ヘーゲル並にマルクスの歴史・社会・並に国家観』同人社、1928年[1]
- フリードリヒ・ポロック『ソヴィエト連邦計画経済史論』同人社、1932年[1]
- グロースマン『資本の蓄積並に崩壊の理論』有沢広巳共訳 改造社、1932年[1]
- ウィットフォーゲル『解体課程にある支那の経済と社会』平野義太郎共訳、中央公論社、1934年[1]
- ウィットフォーゲル『東洋的社会の理論』平野義太郎共訳 日本評論社、1939年[1]